# Cecoslovacchia agli XI Giochi olimpici invernali
La Cecoslovacchia partecipò agli XI Giochi olimpici invernali, svoltisi a Sapporo, Giappone, dal 3 al 13 febbraio 1972, con una delegazione di 41 atleti impegnati in sei discipline.

## Medagliere

### Per discipline
| Sport                 | Oro | Argento | Bronzo | Totale |
| --------------------- | --- | ------- | ------ | ------ |
| Pattinaggio di figura | 1   | 0       | 0      | 1      |
| Hockey su ghiaccio    | 0   | 0       | 1      | 1      |
| Sci di fondo          | 0   | 0       | 1      | 1      |
| Totale                | 1   | 0       | 2      | 3      |

### Medaglie
| Medaglia | Atleta | Sport                 | Evento                         |
| -------- | --- | --------------------- | ------------------------------ |
| Oro      | Ondrej Nepela | Pattinaggio di figura | Pattinaggio di figura maschile |
| Bronzo   | Vladimír Dzurilla Jiří Holeček Vladimír Bednář Josef Horešovský Oldřich Machač František Pospíšil Rudolf Tajcnár Karel Vohralík Josef Černý Richard Farda Ivan Hlinka Jaroslav Holík Jiří Holík Jiří Kochta Vladimír Martinec Václav Nedomanský Eduard Novák Bohuslav Šťastný Jan Havel | Hockey su ghiaccio    | Maschile                       |
| Bronzo   | Helena Šikolová | Sci di fondo          | 5 km femminile                 |